# Champions Chess Tour 2021
Die Champions Chess Tour 2021 war eine Serie von über das Internet veranstalteten Schnellschachturnieren, die von November 2020 bis September 2021 stattfand. Der Gewinner der Tour war Magnus Carlsen.

## Hintergrund
Anfang 2020 rief Weltmeister Magnus Carlsen die Magnus Carlsen Chess Tour ins Leben, weil aufgrund der COVID-19-Pandemie der Sportbetrieb weltweit größtenteils zum Erliegen kam. Da diese Turnierserie sowohl bei den Spielern als auch bei den Fans sehr gut ankam, gibt es ab November 2020 eine Neuauflage der Turnierserie.
Im Gegensatz zur Magnus Carlsen Chesstour findet diese Serie aber über einen längeren Zeitraum statt und die Regeln sind bei allen Turnieren gleich.
Im nächsten Jahr wurde die Serie erneut als Champions Chess Tour 2022 durchgeführt.

## Regeln

### Tourverlauf
Die Turnierserie besteht aus zehn Turnieren, die am 22. November beginnen und im September 2021 enden. Es gibt sechs reguläre Turniere, drei Major-Turniere und das Finale.
An den regulären Turnieren nehmen jeweils 16 Spieler teil und an den Major-Turnieren zwölf Spieler. Eine Ausnahme bildet das Magnus Carlsen Invitational 2021, welches als Major-Turnier auch 16 Teilnehmer hat.

### Turnierstruktur
Die ersten neun Turniere haben die gleiche Struktur. In den ersten drei Tagen wird ein Round-Robin-Turnier gespielt, in dem jeder gegen jeden eine Rapid-Partie spielt. Im Anschluss spielen die besten acht Spieler über sechs Tage ein K.-o.-Turnier mit jeweils zwei Tagen für das Viertelfinale, das Halbfinale und das Finale. Bei den Major-Turnieren wird parallel zum Finale auch ein Spiel um den dritten Platz gespielt. In den K.-o.-Runden werden jeweils zunächst zwei Minimatches aus vier Rapid-Partien gespielt. Steht es danach 1 : 1 gibt es zwei Blitz-Partien und wenn es danach immer noch keine Entscheidung gibt, folgt eine Armageddon-Partie. Die Turniertage beginnen jeweils um 18:00 Uhr MEZ und werden unter anderem bei chess24.com in unterschiedlichen Sprachen live kommentiert.

### Bedenkzeiten
Die Bedenkzeiten sind in allen Turnieren gleich. In den Rapid-Partien hat jeder Spieler 15 Minuten für alle Züge mit einem Inkrement von 10 Sekunden ab dem ersten Zug, in den Blitz-Partien hat jeder Spieler 5 Minuten für alle Züge mit einem Inkrement von 3 Sekunden ab dem ersten Zug und in einer eventuell notwendigen Armageddon-Partie hat Weiß 5 Minuten und Schwarz 4 Minuten Bedenkzeit jeweils ohne Inkremente. Wenn eine Armageddon-Partie remis endet, gewinnt Schwarz das Match.

### Anti-Cheating- und Disconnect-Richtlinien
Die Spieler werden während der Partien aus unterschiedlichen Blickwinkeln gefilmt. Eine Kamera ist für den Livestream der Übertragungen gedacht. Die anderen können nur von den Schiedsrichtern gesehen werden, um die Tätigkeiten der Spieler zu überwachen. Zudem sehen die Schiedsrichter die Bildschirme der Spieler während des Spiels.
Ein Verlassen des Platzes während der Spiele ist nur in Abstimmung mit dem Hauptschiedsrichter erlaubt.
Kommt es bei einem Spieler während einer Partie zu einem Verbindungsabbruch, bekommt er Zeit, diese Verbindung wieder herzustellen. Während der ersten 30 Sekunden läuft die Uhr noch weiter, danach wird sie angehalten und erst wieder gestartet, wenn die Verbindung hergestellt ist. Läuft in den ersten 30 Sekunden die Zeit ab, hat der Spieler verloren. Sonst wird die Partie normal fortgesetzt.

## Preisgeld
Der Preisfonds beträgt insgesamt 1,5 Mio. Dollar für die zehn Turniere. Jedes reguläre Turnier hat eine Dotierung von 100.000 Dollar, jedes Major-Turnier eine Dotierung von 200.000 Dollar (60.000 Dollar für den 1. Platz) und das Finale ein Preisgeld von 300.000 Dollar (100.000 Dollar für den 1. Platz).
Die Preisgelder bei den regulären Turnieren verteilen sich folgendermaßen. Der Sieger erhält 30.000 Dollar und der zweite 15.000 Dollar. Die Halbfinalisten bekommen 7500 Dollar, die Viertelfinalisten 5000 Dollar und alle übrigen 2500 Dollar.
Nach dem ersten Turnier (Skilling Open) wurde die Verteilung des Preisgeldes leicht verändert, da es ab dem zweiten Turnier ein Spiel um den dritten Platz gibt. Die ab dem zweiten Turnier geltende Verteilung der Preisgelder und Punkte steht hier.

## Übertragungen
Die Turniere werden im Internet unter anderem kostenlos auf chess24.com übertragen und von Großmeistern in vielen verschiedenen Sprachen kommentiert. Für chess24.com kommentieren u. a. Jan Gustafsson und der ehemalige FIDE Schachweltmeister Rustam Kasimjanov auf Deutsch.
Die norwegischen Fernsehsender NRK und TV 2 haben die Rechte für die Champions Chess Tour in Norwegen erworben, außerdem hat der Veranstalter angekündigt, dass mit dem Sportsender Eurosport ein weiterer Sender die Champions Chess Tour sowohl in Europa als auch in Asien übertragen wird.

## Turniere
Insgesamt besteht die Tour aus zehn verschiedenen Turnieren und endete mit einem Finalturnier im September 2021.
| Turnier                                  | Zeitraum                        | Dotierung           | Teilnehmerzahl | Sieger           |
| ---------------------------------------- | ------------------------------- | ------------------- | -------------- | ---------------- |
| Skilling Open (Regular)                  | 22. bis 30. November 2020       | 100.000 US-Dollar   | 16             | Wesley So        |
| Airthings Masters (Major)                | 26. Dezember bis 3. Januar 2021 | 200.000 US-Dollar   | 12             | Teymur Rəcəbov   |
| Opera Euro Rapid (Regular)               | 6. bis 14. Februar 2021         | 100.000 US-Dollar   | 16             | Wesley So        |
| Magnus Carlsen Invitational 2021 (Major) | 13. bis 21.März                 | 220.000 US-Dollar   | 16             | Anish Giri       |
| New In Chess Classic (Regular)           | 24. April bis 2. Mai            | 100.000 US-Dollar   | 16             | Magnus Carlsen   |
| FTX Crypto Cup (Major)                   | 23. bis 31. Mai                 | 320.000 US-Dollar 1 | 16             | Magnus Carlsen   |
| Goldmoney Asian Rapid (Regular)          | 26. Juni bis 4. Juli            | 100.000 US-Dollar   | 16             | Lewon Aronjan    |
| Chessable Masters 2021 (Regular)         | 31. Juli bis 8. August          | 100.000 US-Dollar   | 16             | Wesley So        |
| Aimchess US Rapid (Regular)              | 28. August bis 5. September     | 100.000 US-Dollar   | 16             | Magnus Carlsen   |
| Champions Chess Tour Finale 2021         | 25. September bis 4. Oktober    | 300.000 US-Dollar   | 10             | Magnus Carlsen 2 |

## Tourwertung

### Qualifikation
Die besten acht Spieler der Tourwertung sind automatisch für das nächste reguläre Turnier gesetzt.
Der Gewinner eines regulären Turniers qualifiziert sich automatisch für das nächste Major-Turnier und die Gewinner der Majors qualifizieren sich direkt für das Finale. Aufgefüllt werden die Felder durch die acht Bestplatzierten der Tourwertung, für die es bei jedem Turnier die gleiche Punktverteilung gibt, sowie einigen Spielern mit Wildcard.
Bei dieser Serie haben die Premium-Mitglieder der Internetplattform Chess24.com und Inhaber eines Tourpasses der Chess-Tour die Möglichkeit einen in der Vorrunde ausgeschiedenen Spieler auszuwählen, der für das nächste Turnier eine Wildcard bekommt.

### Punkteverteilung
| Ergebnis                  | Punkte reguläres Turnier | Punkte Major-Turnier | Preisgeld reguläres Turnier | Preisgeld Major-Turnier | Preisgeld Finale |
| ------------------------- | ------------------------ | -------------------- | --------------------------- | ----------------------- | ---------------- |
| 1. Platz Vorrunde         | 10                       | 20                   |                             |                         |                  |
| 2. Platz Vorrunde         | 8                        | 16                   |                             |                         |                  |
| 3. Platz Vorrunde         | 6                        | 12                   |                             |                         |                  |
| 4. Platz Vorrunde         | 5                        | 10                   |                             |                         |                  |
| 5. Platz Vorrunde         | 4                        | 8                    |                             |                         |                  |
| 6. Platz Vorrunde         | 3                        | 6                    |                             |                         |                  |
| 7. Platz Vorrunde         | 2                        | 4                    |                             |                         |                  |
| 8. Platz Vorrunde         | 1                        | 2                    |                             |                         |                  |
| 9.–12./16. Platz Vorrunde | 0                        | 0                    | 2.500 Dollar                | 5.000 Dollar            |                  |
| Verlierer Viertelfinale   | 0                        | 0                    | 5.000 Dollar                | 10.000 Dollar           |                  |
| 10. Platz                 | –                        | –                    | –                           | –                       | 5.000 Dollar     |
| 9. Platz                  | –                        | –                    | –                           | –                       | 7.500 Dollar     |
| 8. Platz                  | –                        | –                    | –                           | –                       | 10.000 Dollar    |
| 7. Platz                  | –                        | –                    | –                           | –                       | 12.500 Dollar    |
| 6. Platz                  | –                        | –                    | –                           | –                       | 15.000 Dollar    |
| 5. Platz                  | –                        | –                    | –                           | –                       | 20.000 Dollar    |
| 4. Platz*                 | 10                       | 20                   | 6.500 Dollar                | 15.000 Dollar           | 30.000 Dollar    |
| 3. Platz*                 | 15                       | 30                   | 8.500 Dollar                | 25.000 Dollar           | 40.000 Dollar    |
| Verlierer Finale          | 25                       | 50                   | 15.000 Dollar               | 40.000 Dollar           | 60.000 Dollar    |
| Sieger                    | 40                       | 80                   | 30.000 Dollar               | 60.000 Dollar           | 100.000 Dollar   |

Die Punkte der Vorrunde und der KO-Runde werden addiert, sodass ein Spieler, der die Vorrunde auf Platz 1 beendet und das Turnier gewinnt, einem regulären Turnier bis zu 50 Punkte und in einem Major-Turnier bis zu 100 Punkte erreichen kann.
*Während des ersten Turniers (Skilling Open) gab es noch kein Spiel um den dritten Platz. Dies wurde erst danach eingeführt. Bei den Skilling Open bekamen die Verlierer des Halbfinales jeweils 10 Punkte und 7.500 Dollar und der Verlierer des Finales 20 Punkte. Alle anderen Preisgelder und Punkte wurden verteilt wie in der Tabelle dargestellt.
Für die Reihenfolge der Spieler in der Tourwertung gelten bei Punktegleichheit folgende Regeln:
1. Zahl der Turniersiege (mehr ist besser)
2. Zahl der gespielten Turniere (weniger ist besser)
3. Zahl der erreichten Finalspiele (mehr ist besser)
4. Zahl der erreichten Halbfinale (mehr ist besser)
5. Zahl der erreichten Viertelfinale (mehr ist besser)

| Tourwertung | Tourwertung                  | Tourwertung   | Tourwertung       | Tourwertung      | Tourwertung                      | Tourwertung          | Tourwertung    | Tourwertung           | Tourwertung            | Tourwertung       | Tourwertung | Tourwertung |
| Pos         | Name                         | Skilling Open | Airthings Masters | Opera Euro Rapid | Magnus Carlsen Invitational 2021 | New In Chess Classic | FTX Crypto Cup | Goldmoney Asian Rapid | Chessable Masters 2021 | Aimchess US Rapid | Tour-Finale | Punkte      |
| ----------- | ---------------------------- | ------------- | ----------------- | ---------------- | -------------------------------- | -------------------- | -------------- | --------------------- | ---------------------- | ----------------- | ----------- | ----------- |
| 1           | Magnus Carlsen               | 30            | 20                | 35               | 50                               | 50                   | 86             | 20                    | –                      | 48                | 15          | 354         |
| 2           | Wesley So                    | 46            | 16                | 46               | 32                               | 5                    | 58             | 4                     | 50                     | 4                 | 11          | 272         |
| 3           | Lewon Aronjan                | 4             | 56                | 5                | 2                                | 14                   | 0              | 50                    | 18                     | 21                | 16          | 186         |
| 4           | Teymur Rəcəbov               | 3             | 88                | 17               | 0                                | 1                    | 24             | –                     | –                      | –                 | 21          | 154         |
| 5           | Anish Giri                   | 1             | 0                 | 8                | 96                               | –                    | 16             | 2                     | –                      | 0                 | 9           | 132         |
| 6           | Jan Nepomnjaschtschi         | 15            | 10                | 0                | 58                               | –                    | 32             | –                     | –                      | –                 | –           | 115         |
| 7           | Hikaru Nakamura              | 18            | 12                | 0                | 10                               | 33                   | 12             | –                     | 5                      | –                 | 17          | 107         |
| 8           | Wladislaw Artemjew           | –             | –                 | –                | –                                | –                    | –              | 33                    | 19                     | 35                | 13          | 100         |
| 9           | Maxime Vachier-Lagrave       | 2             | 34                | 14               | 4                                | –                    | 10             | –                     | –                      | 0                 | 12          | 76          |
| 10          | Lê Quang Liêm                | 0             | –                 | –                | –                                | 2                    | –              | –                     | 28                     | 0                 | –           | 30          |
| 10          | Alireza Firouzja             | 0             | –                 | –                | 6                                | 3                    | 0              | 0                     | 6                      | 15                | –           | 30          |
| 12          | Şəhriyar Məmmədyarov         | –             | –                 | –                | 0                                | 21                   | 0              | –                     | 2                      | 3                 | 9           | 35          |
| 13          | Daniil Dubow                 | –             | 22                | 1                | 0                                | –                    | 0              | 0                     | –                      | –                 | –           | 23          |
| 14          | Fabiano Caruana              | –             | –                 | –                | –                                | –                    | 20             | –                     | –                      | –                 | –           | 20          |
| 15          | Ding Liren                   | 0             | –                 | 0                | –                                | –                    | 0              | 16                    | –                      | –                 | –           | 16          |
| 16          | Jan-Krzysztof Duda           | 0             | –                 | 3                | –                                | 0                    | –              | 3                     | –                      | 2                 | 12          | 20          |
| 17          | Erigaisi Arjun               | –             | –                 | –                | –                                | –                    | –              | 1                     | –                      | –                 | –           | 1           |
| 17          | Leinier Domínguez            | –             | –                 | 0                | –                                | 0                    | –              | –                     | –                      | 1                 | –           | 1           |
| 17          | Jorden van Foreest           | –             | –                 | –                | 0                                | –                    | –              | –                     | 1                      | 0                 | –           | 1           |
| 20          | Daniel Naroditsky            | –             | –                 | –                | –                                | –                    | –              | –                     | –                      | 0                 | –           | 0           |
| 20          | Eric Hansen                  | –             | –                 | –                | –                                | –                    | –              | –                     | –                      | 0                 | –           | 0           |
| 20          | Awonder Liang                | –             | –                 | –                | –                                | –                    | –              | –                     | –                      | 0                 | –           | 0           |
| 20          | David Antón Guijarro         | 0             | 0                 | –                | 0                                | –                    | –              | –                     | 0                      | –                 | –           | 0           |
| 20          | Sergei Karjakin              | 0             | –                 | –                | 0                                | 0                    | –              | –                     | –                      | –                 | –           | 0           |
| 20          | Vidit Gujrathi               | 0             | –                 | 0                | –                                | 0                    | –              | –                     | –                      | 0                 | –           | 0           |
| 20          | Alexander Grischtschuk       | –             | 0                 | 0                | –                                | –                    | 0              | 0                     | –                      | –                 | –           | 0           |
| 20          | Pentala Harikrishna          | –             | 0                 | –                | –                                | –                    | –              | –                     | 0                      | –                 | –           | 0           |
| 20          | Nils Grandelius              | –             | –                 | –                | 0                                | –                    | –              | –                     | –                      | –                 | –           | 0           |
| 20          | Alan Pichot                  | –             | –                 | –                | 0                                | –                    | 0              | –                     | –                      | –                 | –           | 0           |
| 20          | Pjotr Swidler                | 0             | –                 | –                | –                                | –                    | 0              | 0                     | –                      | –                 | –           | 0           |
| 20          | Baskaran Adhiban             | –             | –                 | –                | –                                | –                    | –              | 0                     | –                      | –                 | –           | 0           |
| 20          | Aryan Tari                   | –             | –                 | –                | –                                | 0                    | –              | –                     | 0                      | –                 | –           | 0           |
| 20          | Samuel Shankland             | –             | –                 | 0                | –                                | –                    | –              | –                     | –                      | –                 | –           | 0           |
| 20          | Matthias Blübaum             | –             | –                 | 0                | –                                | –                    | –              | –                     | –                      | –                 | –           | 0           |
| 20          | Rameshbabu Praggnanandhaa    | –             | –                 | –                | –                                | 0                    | –              | –                     | –                      | –                 | –           | 0           |
| 20          | Gawain Jones                 | –             | –                 | –                | –                                | 0                    | –              | –                     | –                      | –                 | –           | 0           |
| 20          | Johan-Sebastian Christiansen | –             | –                 | –                | –                                | 0                    | –              | –                     | –                      | –                 | –           | 0           |
| 20          | Saleh Salem                  | –             | –                 | –                | –                                | –                    | –              | 0                     | –                      | –                 | –           | 0           |
| 20          | Hou Yifan                    | –             | –                 | –                | –                                | –                    | –              | 0                     | –                      | –                 | –           | 0           |
| 20          | D. Gukesh                    | –             | –                 | –                | –                                | –                    | –              | 0                     | –                      | –                 | –           | 0           |
| 20          | Eduardo Iturrizaga           | –             | –                 | –                | –                                | –                    | –              | –                     | 0                      | –                 | –           | 0           |
| 20          | Ju Wenjun                    | –             | –                 | –                | –                                | –                    | –              | –                     | 0                      | –                 | –           | 0           |
| 20          | Abhimanyu Mishra             | –             | –                 | –                | –                                | –                    | –              | –                     | 0                      | –                 | –           | 0           |
| 20          | Humpy Koneru                 | –             | –                 | –                | –                                | –                    | –              | –                     | 0                      | –                 | –           | 0           |

–: Die Spieler haben an dem Turnier nicht teilgenommen.